# Francesco Robba
Francesco Robba, italijanski kipar, * 1. maj 1698, Benetke (danes Italija), † 24. januar 1757, Zagreb, Habsburška monarhija (danes Hrvaška).
Robba je večji del svojega življenja preživel v Ljubljani. Prvič je v mestu dokumentiran leta 1722, ko se je poročil s Terezijo, hčerko ljubljanskega kamnoseka Luke Misleja. Najbrž pa je Robba prišel v Ljubljano že prej. Leta 1727, po tastovi smrti je v Ljubljani prevzel kamnoseško delavnico. Kaj kmalu je delal že kipe in okrase v pomembnih sakralnih objektih, kot sta ljubljanska in zagrebška stolnica. Postavil je osrednja mestna spomenika v Celovcu (sv. Janez Nepomuk) in Ljubljani (Vodnjak treh kranjskih rek, bolj znan kot Robbov vodnjak). V Ljubljani so - poleg oltarjev v stolnici, uršulinski cerkvi, frančiškanski cerkvi, sv. Jakobu, Sv. Frančišku v Šiški (kipa) - njegovo delo tudi spomenik sv. Trojice, Narcisov vodnjak in kip sv. Janeza Nepomuka ob vhodu cerkve sv. Florjana na Gornjem trgu (1727).  
V Ljubljani je ostal do smrti, umrl pa je med krajšim obiskom Zagreba.   